# Paolo Alatri
Paolo Alatri (Roma, 27 febbraio 1918 – Roma, 30 ottobre 1995) è stato uno storico e politico italiano.

## Biografia
Nato a Roma nel 1918 in una famiglia borghese di religione ebraica, compì gli studi liceali presso il Torquato Tasso di Roma, dove ebbe per compagni di classe Bruno Zevi e Mario Alicata.
Laureatosi nel 1940 in lettere e filosofia presso l'università della propria città natale (gli ebrei che avevano cominciato gli studi prima delle leggi razziali potevano terminarli), si iscrisse al Partito d'Azione prendendo parte alla difesa di Roma (settembre 1943) e, successivamente, alla Resistenza.
Nel dopoguerra aderì al comunismo (1948), venendo eletto deputato nelle liste del PCI (1963) e alternando l'attività politica all'insegnamento di materie storiche, prima storia del Risorgimento all'Università di Palermo, poi storia moderna in quella di Messina e infine storia delle dottrine politiche a Perugia, dove, negli anni ottanta fu anche, per un periodo, il responsabile del dipartimento di scienze storiche.
Gli interessi di Paolo Alatri vertevano soprattutto sulla Storia europea moderna e contemporanea, con particolare riguardo al Settecento riformatore, al Risorgimento e all'ascesa e sviluppo del fascismo. Importanti sono stati anche i suoi studi letterari e storici sulla vita e l'opera di Gabriele D'Annunzio (Gabriele D'Annunzio e Nitti, D'Annunzio e la Questione adriatica: 1919-1920), D'Annunzio negli anni del tramonto, 1930-1938, ecc.) le sue ricerche filosofiche sui protagonisti dell'Illuminismo (Voltaire, Diderot e il Partito filosofico, Introduzione a Voltaire, Parlamenti e lotta politica nella Francia del Settecento, ecc.) e su alcuni grandi pensatori italiani contemporanei. Fra questi ultimi va citata una pregevole biografia di Bertrando Spaventa, pubblicata a Roma nel 1941 (fu la sua opera prima) e apprezzata da Benedetto Croce, che invitò a Napoli l'autore per poterlo conoscere.
Si dedicò anche all'attività giornalistica. Scrisse per l'Unità, Corriere della Sera e altri quotidiani. Fu redattore capo della rivista Ulisse e collaboratore di Rinascita e Studi Storici.
Nel 1978 fu nominato primo presidente della neo-formata Società Italiana di Studi sul Secolo Diciottesimo (SISSD), in concomitanza con il congresso di studi sull'Illuminismo tenutosi a Pisa nel '78. Mantenne tale carica fino alla morte.
Esperto di Unione Sovietica, fu anche presidente dell'Associazione Italia-Urss (1961-1970), e successivamente membro del suo comitato direttivo da cui si dimise nel 1980 per il trattamento riservato dalle autorità moscovite allo scienziato Andrei Sacharov («Non posso essere amico di chi si comporta come al tempo degli Zar» dichiarò in tale occasione). È morto a Roma a settantasette anni nel 1995 a seguito di una malattia incurabile.

## Opere
- Lotte politiche in Sicilia sotto il governo della Destra, 1866-74, Torino, Einaudi, 1954
- Nitti, D'Annunzio e la Questione adriatica: 1919-1920, Milano, Feltrinelli, 1959
- Storia dell'antifascismo italiano, Roma, Editori Riuniti, 1964
- Voltaire, Diderot e il Partito filosofico, Firenze, Casa Ed. G. D'Anna, 1965
- Le origini del fascismo (V edizione), Roma, Editori Riuniti, 1971
- L'antifascismo italiano, Roma, Editori Riuniti, 1973
- Parlamenti e lotta politica nella Francia del Settecento, Roma-Bari, Editori Laterza, 1977
- Gabriele D'Annunzio, Torino, UTET, 1983
- L'Italia nel Settecento, Perugia, Galeno Editore, 1983
- D'Annunzio negli anni del tramonto, 1930-1938, Padova, Marsilio Editore, 1984
- L'Europa dopo Luigi XIV, 1715-1731, Palermo, Sellerio Editore, 1986
- L'Europa delle successioni, 1731-1748 - Palermo, Sellerio Editore, 1989
- Introduzione a Voltaire, Roma-Bari, Editori Laterza, 1989
- Lineamenti di storia del pensiero politico moderno (II edizione), Soveria Mannelli, Rubbettino Editore, 1992
- D'Annunzio: mito e realtà (II edizione), Torino, Istituto Suor Orsola Benincasa, 1993
- Ricordi e riflessioni sulla mia vita e la mia attività (postumo), Roma, Bulzoni Editore, 1996

Tra le opere che recano sue prefazioni, in particolar modo degna di nota la Storia della Massoneria dall'Unità alla Repubblica (1977), di Aldo A. Mola, quale prima documentata e non polemica ricerca pubblicata in Italia sulla Massoneria nazionale in età contemporanea.

## Attività di deputato
- Proposte di Legge presentate, su legislature.camera.it.
- Interrogazioni con risposta scritta presentate, su legislature.camera.it.
- Attività legislativa in Assemblea, su legislature.camera.it.
- Attività legislativa in Commissione, su legislature.camera.it.
- Attività non legislativa in Assemblea, su legislature.camera.it.